# Goa'uld
Goa'uld est une espèce fictive d'extraterrestres parasites, présents dans la série télévisée de science-fiction Stargate SG-1.
Ce sont les principaux adversaires dans la série durant les saisons 1 à 8. Les créateurs de Stargate SG-1, Brad Wright et Jonathan Glassner, ont établi dans l'épisode pilote de Stargate SG-1 de 1997 Enfants des dieux que la race extraterrestre sans nom du film original sont des Goa'ulds.
L'intrigue avec les Goa'uld se prolonge lors des deux dernières saisons de la série, et se terminera lors du dernier téléfilm de la franchise Stargate : Continuum

## Intrigue
Grâce au réseau des portes des étoiles créé par les Anciens, les Goa'ulds ont pu découvrir de nombreux mondes et en prendre le contrôle en se faisant passer pour des dieux. Sur Terre, la plupart des dieux égyptiens sont, dans l'univers de la série, des Goa'ulds parmi lesquels on peut noter : Râ, Anubis ou Hathor. Ils se sont servis des humains comme esclaves sur d'autres planètes, chargés d'alimenter leurs empires féodaux.
Les Goa'ulds sont également des parasites de la technologie, ils n'en créent pas, ils la volent et l'utilisent pour dominer et asservir les gens qui croient qu'ils sont des dieux puissants. Cette technologie et la facilité avec laquelle cette race extra-terrestre est parfois vaincue est relevée comme l'un des défauts par la critique.
Grâce à la porte des étoiles, les équipes du général Hammond ont découvert d'autres planètes et d'autres peuples lors de leurs voyages d'exploration. Elles se heurtent souvent aux Goa'ulds alors qu'elles tentent de persuader les habitants de ces planètes que les Goa'ulds sont des faux dieux. Ils demeurent l'ennemi principal pendant les huit premières saisons, ce rôle étant repris par une autre race (les Oris), à l'occasion d'un renouvellement majeur du scénario et du casting de la série télévisée.

## Personnages et casting

Sélection des acteurs des principaux personnages de la race au sein dans la franchise
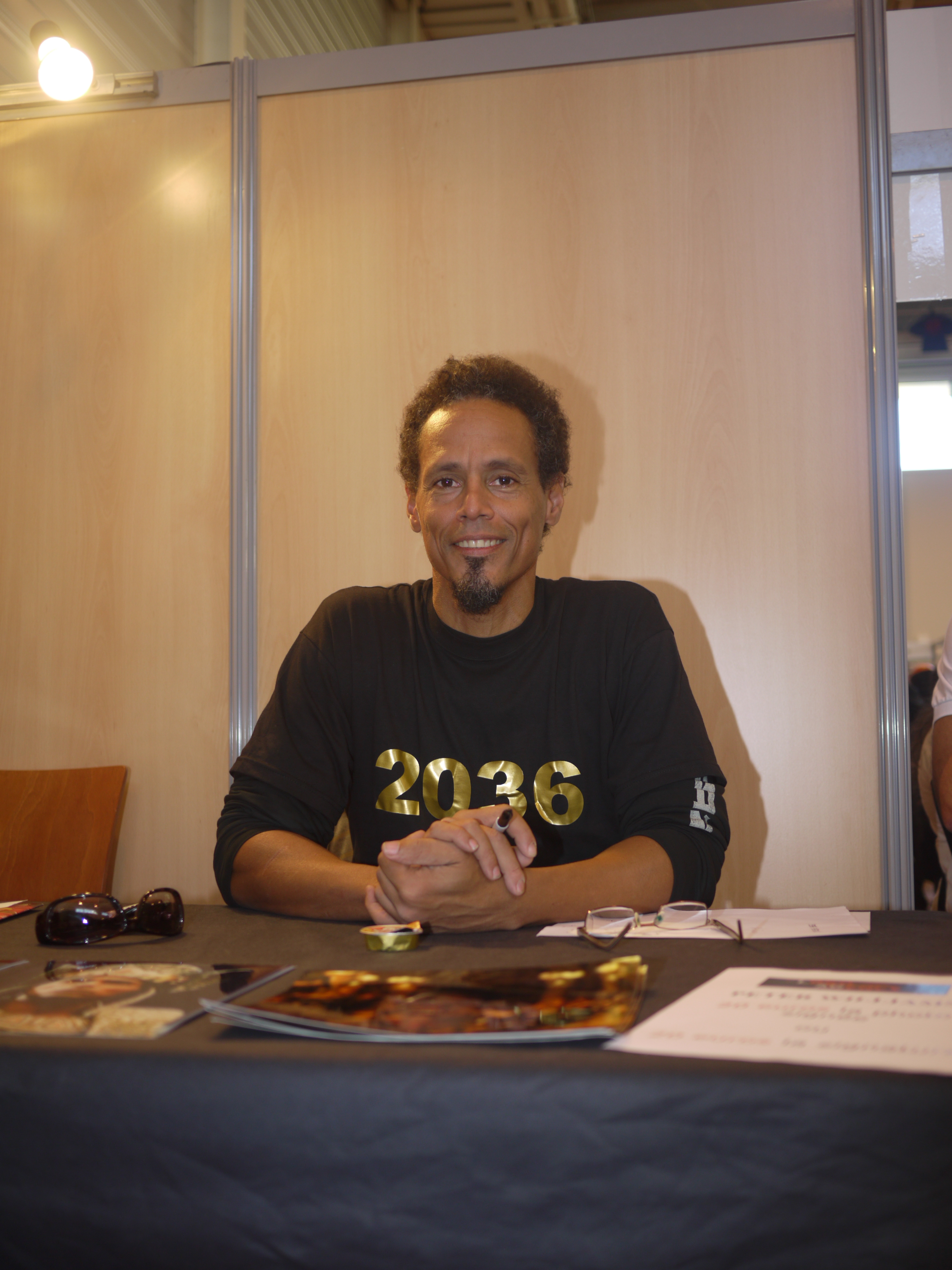
Peter Williams, acteur incarnant le goa'uld Apophis (Toulouse Game Show, 2010)
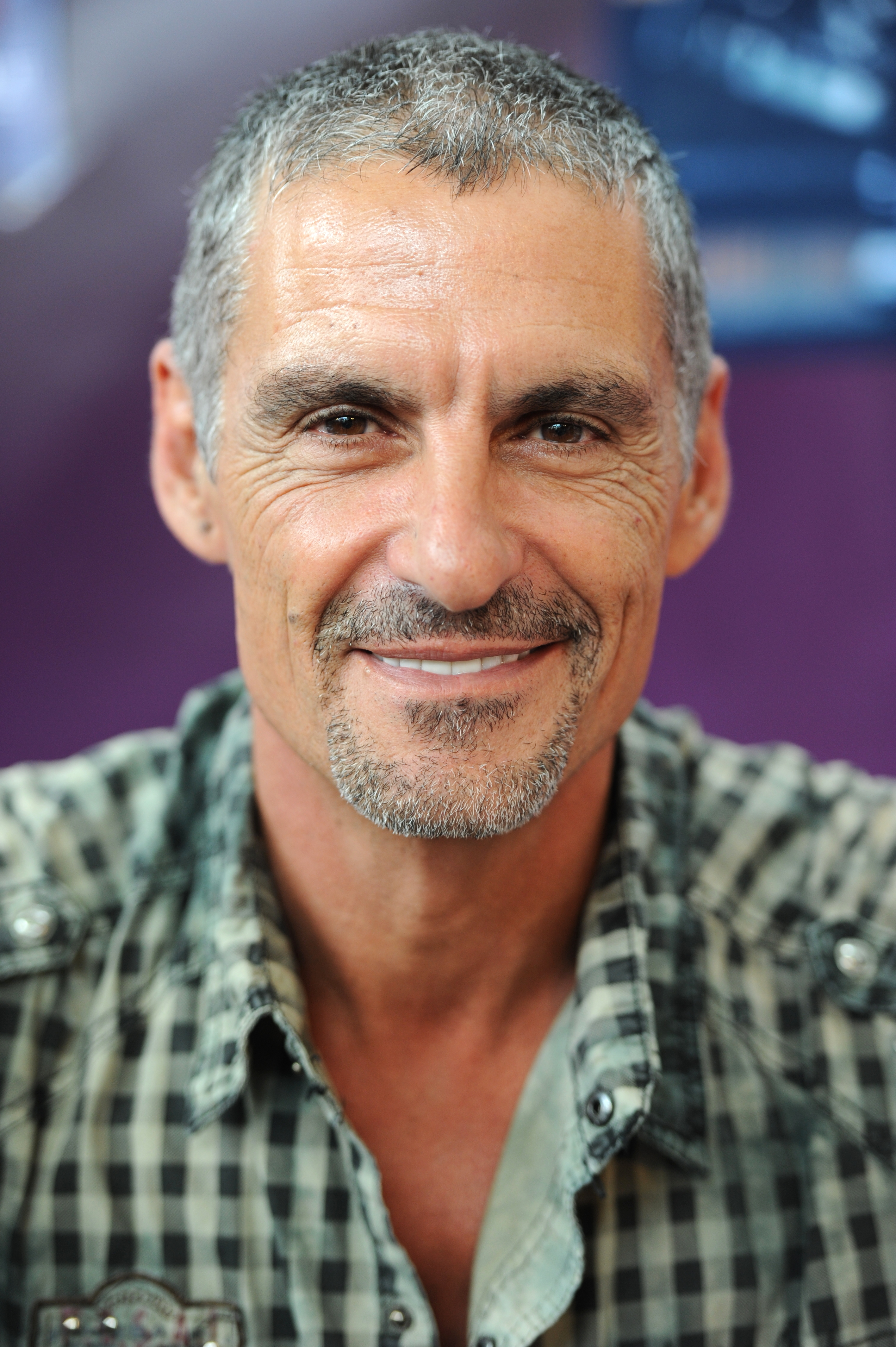
Cliff Simon, acteur incarnant le goa'uld Ba'al (Sci-Fi Convention à Toulouse, 2012)
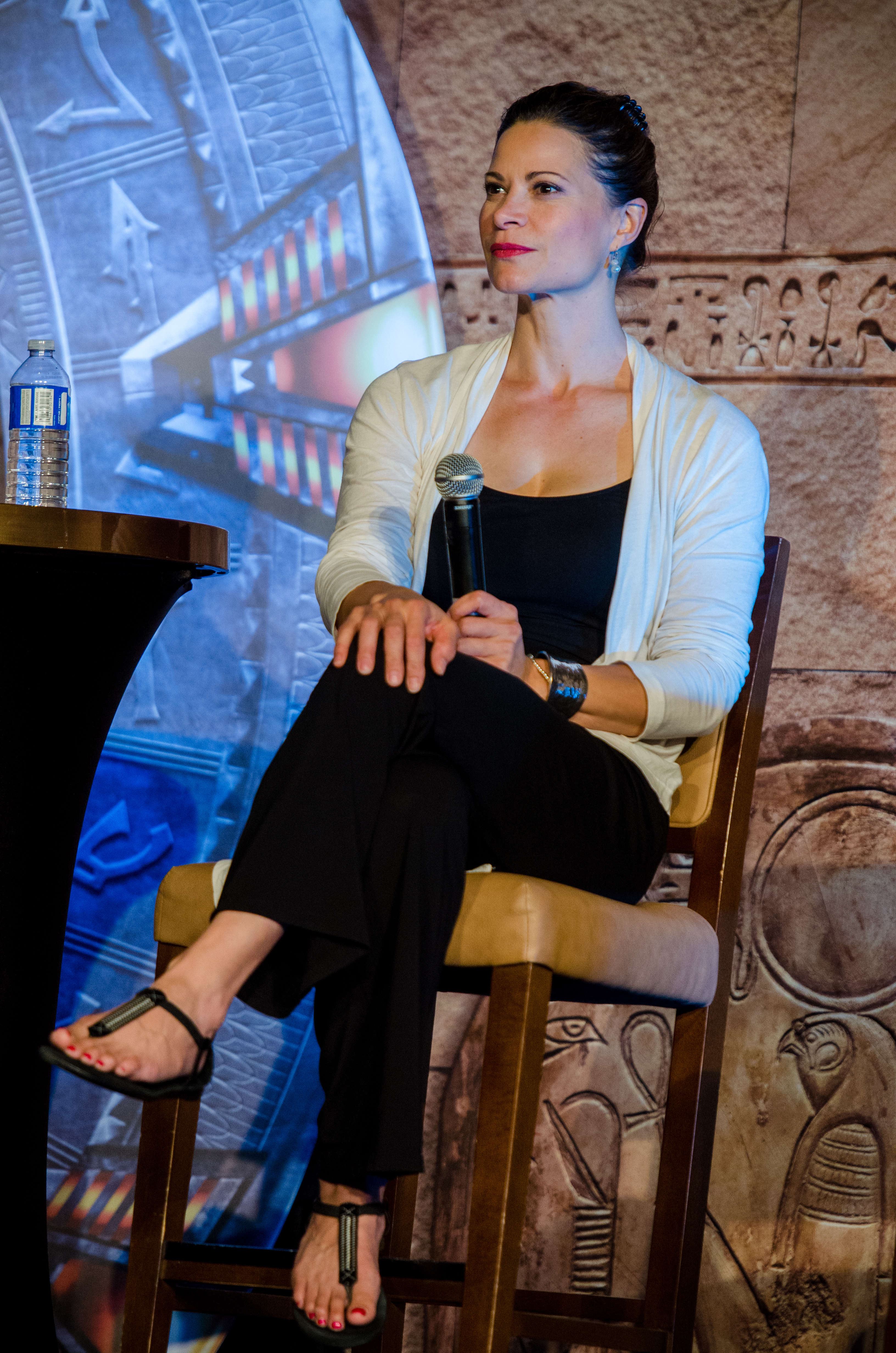
Jacqueline Samuda, actrice incarnant la goa'uld Nirrti (Gatecon, 2016)
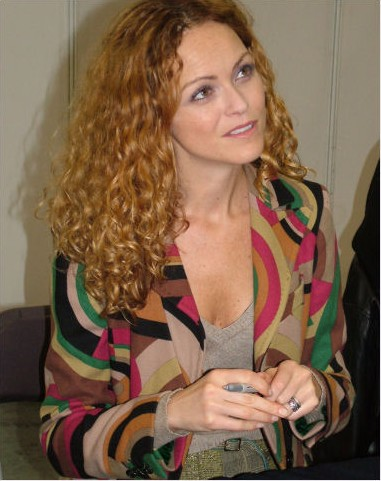
Anna-Louise Plowman qui incarne la goa'uld Osiris (2005)

## Notoriété et impact culturel
Lors de la sortie du 1er film, Hal Hinson, le journaliste du Washington Post est marqué par les yeux du dieu Râ (qui s'illuminent quand il s'énerve), il les trouve « surnaturels », cela sera repris dans la série Stargate SG-1 par la suite comme un trait de caractère reconnu.
Le nom donné à l'astéroïde (99942) Apophis fait référence au dieu du chaos dans la mythologie égyptienne, mais surtout à l'antagoniste majeur du même nom, un Goa'uld majeur de la série télévisée dont les découvreurs sont fans,.